# パナソニック オートモーティブ&インダストリアルシステムズ社
パナソニック オートモーティブ&インダストリアルシステムズ社（略称：AIS）は、かつて存在したパナソニックの社内カンパニーの一つで、パナソニックグループにおいて、車載関連デバイス、車載用AV機器、車載充電器、「パナソニック」ブランドの電池、充電器、電池応用製品を開発、製造、販売していた。

## 概要
前身の一つの松下電池工業株式会社（まつしたでんちこうぎょう）は1979年に松下電器産業の電池事業部を事業部ごと分社しナショナルマロリー電池を合併させて発足した。それ以前は「松下電器産業電池事業部」であったが、1965年に水銀電池・アルカリ乾電池の生産はマロリー社（現・デュラセル）と提携し「ナショナルマロリー電池㈱」が設立されていた為に、マンガン乾電池は松下電器産業、アルカリ乾電池・水銀電池はナショナルマロリー電池が製造していた。

## 沿革
- 旧松下電池工業
親会社の松下電器産業が2008年10月1日にパナソニックに社名を変更するのに伴い、10月1日付けで、松下電器産業（同日にパナソニックに社名変更）に吸収合併され、社内カンパニーの「エナジー社」に移管された。

- 2007年8月14日、ノキアに供給した携帯電話用電池BL-5Cが充電中に発熱、膨張のおそれがあると発表した[1]。ノキアは無償交換に応じ、その交換対象は全世界で約4600万個とされる[2][3]。

- 2013年4月のグループ再編により、オートモーティブシステムズ社、デバイス社、エナジー社、マニュファクチャリングソリューションズ社とパナソニック サイクルテック（株）、パナソニック ポリテクノロジー（株）を一体化し「オートモーティブ&インダストリアルシステムズ社」を設立[4]。
- 2014年7月、パナソニック液晶ディスプレイ（株）をAVCネットワークス社から移管。パナソニック サイクルテック（株）をアプライアンス社に移管。
- 2016年10月、GSユアサへの株式売却に伴い、パナソニック ストレージバッテリー（株）は「株式会社GSユアサエナジー」に社名変更[5]。
- 2019年4月、社内カンパニー体制の変更で、AIS社は電池事業について、車載と産業それぞれの用途と向き合う顧客と領域を明確化し、最適な事業運営を行うため、オートモーティブ事業および車載エナジー事業領域がベースのオートモーティブ社と、インダストリアル事業領域およびエナジー事業領域のうち、一次電池、産業向け二次電池がベースのインダストリアルソリューションズ社に再編された[6][5][4]。

## 製造品目

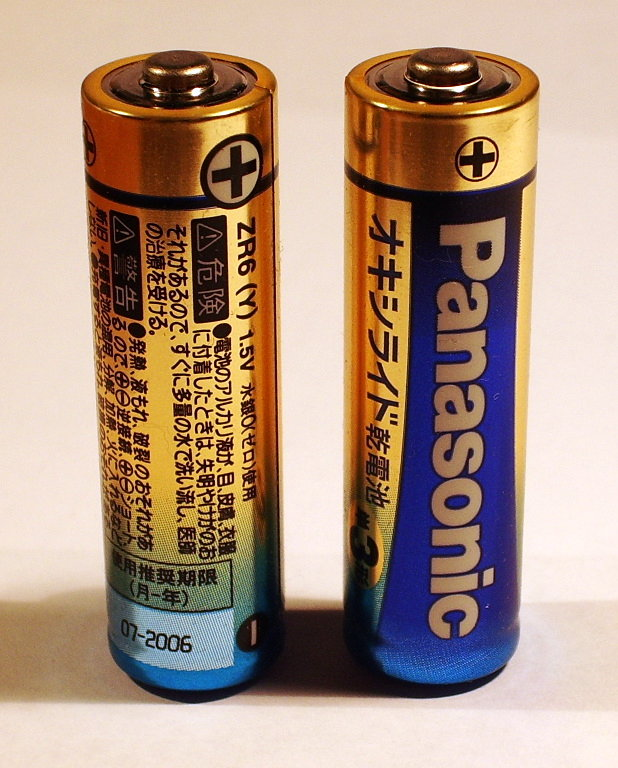

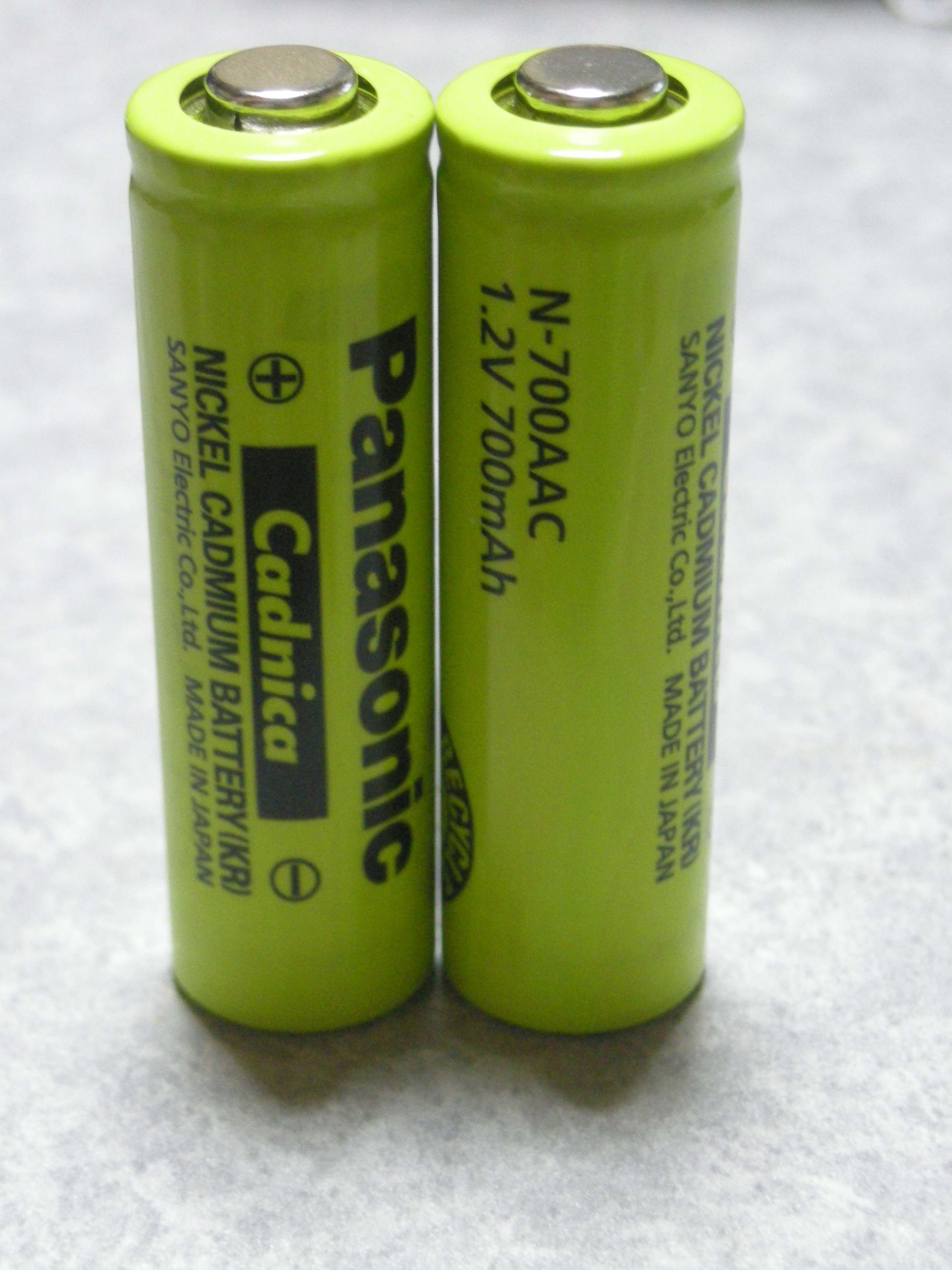

一次電池オキシライド乾電池
- 一次電池
  - 乾電池
    - マンガン乾電池
パナソニックへの社名変更前までナショナルブランドで販売されていた。在庫の切替を以って同じ品番で順次パナソニックブランドへ変更される。社名変更（2008年10月）時点ではナショナルブランドのままの製品が多かったが、現在はほとんどの製品でブランド変更が完了している。かつては「ナショナルハイトップ」（赤マンガン）と「ナショナルネオハイトップ」（黒マンガン）の2つが発売され、1990年代に赤・黒マンガンとも「ナショナルネオ」にブランドが統一されたが、社名がパナソニックに変更後は黒マンガンより性能が低い赤マンガンの一般販売を終了した。現在はOEM専用で赤マンガン、青マンガンが存在する。現在の「パナソニックネオ」は、主に中国やタイ、インドネシアで生産された物が日本に流通されている。かつての商品名にナショナル高性能乾電池、ナショナルハイパー乾電池、ニューハイパー、ハイトップ、ネオハイトップが存在する。
    - アルカリマンガン乾電池
「ナショナルアルカリ乾電池」の名称で発売開始。1986年に「ナショナルウルトラネオ」と名称を変更。1990年代に「パナソニックアルカリ乾電池」と名称を変更して現在に至る。2008年4月に、オキシライド乾電池を越える性能を持つEVOLTAが、2017年にはその上位モデルとなる世界最長寿命の「EVOLTA NEO」がそれぞれ発売された。かつてはナショナルマロリー電池が生産した。現在の物はパナソニックブランド（一般販売品とルート限定アルカリβ）で金色なので「金パナ」と言う愛称で呼ばれる。過去の商品名にナショナルマロリーアルカリ電池、ナショナルアルカリ電池、ウルトラネオ、ウルトラアルカリ、パナソニックアルカリ電池、音楽用アルカリ電池が存在していた。現在の金パナは5代目である（使用推奨期限が2030年4月以降の製品より・最上位モデル「EVOLTA NEO」と同一の外装&ブリスター包装デザインを採用した5代目へリニューアル。使用推奨期限が2030年3月以前の旧デザイン4代目は在庫品限りで販売終了となり、今後生産・出荷される金パナは順次5代目新デザインへ移行）。またイオン・CGCジャパン・ツルハへもOEM供給を行っている。
    - オキシライド乾電池
2004年に発売。EVOLTA発売に伴い2008年限りで生産・販売を終了した。

  - ニッケル一次電池
  - リチウム電池
コイン形電池は以前からパナソニックブランドだが、電気浮き用のみパナソニックへの社名変更前までナショナルブランドで販売されていた。
  - ボタン型電池
かつてはナショナルブランドだったが、90年にパナソニックブランドへ移行した。
  - その他の一次電池

二次電池Panasonicブランドのカドニカ電池
- 二次電池
  - ニッケル・水素蓄電池
パナソニック充電式ニッケル水素電池、充電式エボルタ（eneloopと重複）、メタハイシリーズ
  - リチウムイオン二次電池
  - ニッケルカドミウム電池
パナニカ電池（80年代）、パナソニックニカド電池（90年代〜2004年）、カドニカ電池（現在、三洋電機から移管）
  - その他の二次電池

- 電池応用製品
  - ライト（懐中電灯、ヘッドランプ、自転車用ライト、コードレス蛍光灯など）
従来型豆球式ライトとコードレス蛍光灯は2019年までに生産終了し、LEDライトのみの生産へ完全移行。ヘッドランプは2020年限りで生産終了したため「在庫品限りで販売終了」となる。
  - 豆球（クセノン球、クリプトン球、ピリケン球、ニップル球など）
従来型豆球式ライト生産終了に伴い、在庫品限りで販売終了。
  - ベンジン懐炉（ナショナル黄金カイロ株式会社が製造していたが、松下電池工業に合併）
  - 乾電池ごますり器、電気エンピツけずり、その他

- SDメモリーカード用リーダライタ

- 車載用AV機器（カーナビゲーション、ドライブレコーダー、ETC）

- 半導体

## 生産拠点
国内
エナジーデバイス事業部
守口地区 - 大阪府守口市
二次電池事業部
守口地区 - 大阪府守口市
徳島地区 - 徳島県板野郡松茂町
住之江地区 - 大阪市住之江区
貝塚地区 - 大阪府貝塚市
加西地区 - 兵庫県加西市
西神地区 - 神戸市西区井吹台東町
横浜地区 - 神奈川県横浜市都筑区
洲本工場 - 兵庫県洲本市
和歌山工場 - 和歌山県紀の川市
インフォテインメントシステム事業部
松本地区
門真地区
津山地区
車載エレクトロニクス事業部
白河地区
松本地区 - 松本市
伊勢地区 - 三重県度会郡
敦賀地区 - 敦賀市
草津地区 - 草津市
門真地区 - 門真市
メカトロニクス事業部
メカトロニクス事業部 本宮 - 福島県本宮市
メカトロニクス事業部 津山 - 岡山県津山市
メカトロニクス事業部 門真 - 大阪府門真市
メカトロニクス事業部 伊勢 - 三重県度会郡玉城町
メカトロニクス事業部 大東 - 大阪府大東市
メカトロニクス事業部 加賀 - 石川県加賀市
デバイスソリューション事業部
デバイスソリューション事業部 北海道 - 北海道千歳市
デバイスソリューション事業部 富山 - 富山県砺波市
デバイスソリューション事業部 宇治 - 京都府宇治市
デバイスソリューション事業部 山口 - 山口県山口市
デバイスソリューション事業部 松江 - 島根県松江市
デバイスソリューション事業部 森田 - 福井県福井市
デバイスソリューション事業部 但馬 - 兵庫県豊岡市
デバイスソリューション事業部 金津 - 福井県あわら市
海外
中国（5法人）
インド（3法人）
インドネシア（2法人）
アメリカ合衆国（2法人）
タイ
マレーシア
ペルー
台湾
コスタリカ
タンザニア
ブラジル
ベルギー
フィリピン
ポーランド
過去に存在した工場
九州工場（福岡県久留米市）

## 国内関係会社
- 辻中電化工業
- 朝日乾電池 - 組み込み用乾電池を製造する子会社だが、住所は同じ守口市松下町1-1、かつては自社ウェブサイトも存在したが現在公開停止。
- パナソニック バッテリーエレクトロード
- イブリダセル
- 三洋エナジー南淡（旧 南淡電機）
- 三洋エナジー東浦
- 三洋オプテックデザイン
- 三洋電子部品販売
- 三洋電波工業
- 三洋メディアテック
- パナソニックITS (PASITS)
- パナソニック液晶ディスプレイ (PLD)
- パナソニック カーエレクトロニクス (PCE)
- パナソニック スイッチングテクノロジーズ (PIDSWT)
- パナソニック セミコンダクターソリューションズ (PSCS)
- パナソニック デバイスエンジニアリング (PIDE)
- パナソニック デバイスオプティカルフィルム (PIDOF)
- パナソニック デバイス佐賀
- パナソニック デバイスSUNX (PIDSX)
- パナソニック デバイスSUNX九州 (PIDSXKS)
- パナソニック デバイスSUNX竜野 (PIDSXTN)
- パナソニック デバイスシステムテクノ (PIDST)
- パナソニック デバイス日東
- パナソニック デバイス販売 (PIDSJ)
- パナソニック デバイスマテリアル販売 (PIDMS)
- パナソニック プレシジョンデバイス (PPRD)
- 播磨三洋工業
- フィコサ・インターナショナル

## 主なアワード
- 同社の松本工場は、ハビタット評価認証制度におけるJHEP認証を取得している。